# Princess Party 〜プリンセスパーティー〜
Princess Party 〜プリンセスパーティー〜は、CIRCUSより発売されたアダルトゲームソフト。略称はプリパ。

## 概要
CIRCUS作品でtororoが制作に関わらなかった初めての作品で、スタッフは当時の若手中心の作品である。
2009年9月18日にファンディスク『Princess Party Camellia 〜プリンセスパーティーカメリア〜』が発売された。
2009年秋から冬にかけては、さらにその続編『Princess Garden』の製作決定が発表されたが、その後は音沙汰なく、2014年の段階では該当の告知情報ページはCircusから消去されていた。
本作のPRムービーとしてニコニコ動画内の公式チャンネル『虹視聴覚室』から『Princess Party 〜プリンセスパーティー〜 ニュース』（PPニュース）が2009年2月13日から2月27日まで全3話構成で配信された。
さらに、続編の「Princess Party Camellia」のPRムービーとしてニコニコ動画にて、ら『Princess Party 〜プリンセスパーティー〜 ニュース』（PPニュース）の第5話～第9話と総集編・店舗総集編が配信されている。また公式ホームページからもリンクが張られている(2014年現在でもリンク・動画ともに存在）。

## 登場人物
荒川 祐司（あらかわ ゆうじ）
声 - なし
主人公。絵理の幼馴染で妹持ち。暴走し変態になる時があり、その時の性格は絵梨でさえ対処し切れない。
白凰院 綾香（はくおういん あやか）
声 - 神咲宙
突如姫坂学園に転校してきたお嬢様。性格は自由奔放で傍若無人で、子供っぽいところがある。学園を勝手に改変しているため、ゆかりと敵対することが多い。本名は「山田ヨネ」。本人はそれを隠し、それが原因で「青春禁止令」を出している。
鬼咲 ゆかり（おにさき ゆかり）
声 - 渚美麗
綾香が転校するまでの姫坂学園の生徒会長。金髪でツインテール。実家はヤクザで義理と人情に長けている。本人は洋風を装っているが和風。胸はCぎりぎり。
厳島 絵梨（いつくしま えり）
声 - 五行なずな
祐司の幼なじみ。祐司を追いかけ姫坂学園に転校した。性格は綾香が引くほどの天然ボケ。お嬢様だが、貧乏であるため生活の知恵をかなり持っている。口癖は「○○だよ〜」。
坂上 沙夜（さかがみ さや）
声 - 佐々留美子
ゆかりの舎弟。常にメイドの格好をしており、そのように振舞っている。親に捨てられたという過去があり、彼女の名前もゆかりの父がつけたもの。
霜山 椿（しもやま つばき）
声 - 榊るな
姫坂学園の教師。年齢は大人だが、外見は小さく性格も子供っぽい。酒が大好きで酒癖が非常に悪い。
朝宮 夏奈（あさみや かな）
声 - 姫川あいり
船上カフェ『ロイヤルセイル』のウェイトレス。自分を「かなっぺ」と呼んでいる。

## スタッフ
- プロデューサー：ジャッキー天野
- ディレクター：Kuri++
- サブディレクター：遠藤汐
- 原画：鷹乃ゆき、立羽
- シナリオ：まり、は〜ふりある、保桜、玖保田桂吾、神夜優

## 主題歌
- オープニングテーマ『Princess Party 〜青春禁止令〜』
  - 作詞：夕野ヨシミ（イオシス）＋ゆかいななかまたち、作曲・編曲：ぼいど（イオシス）、歌：あゆ＋みる＋るぅ＋ゆかいななかまたち
- エンディングテーマ『Fly High! Fly Way!』
  - 作詞・作曲：Cy-Rim rev.、編曲：Aki-zo（CAS）、歌：Cy-Rim rev.
- 挿入歌『青×春☆』
  - 作詞：Duca、作曲：Aki-zo（CAS）、編曲：東タカゴー、歌：Duca
- 挿入歌『天空（そら）駆ける剣』
  - 作詞：華憐（電気式華憐音楽集団）、作曲・編曲：電気（電気式華憐音楽集団）、歌：華憐（電気式華憐音楽集団）
- 挿入歌『キラキラッ☆ -twinkle star light-』
  - 作詞：柚原みなみ、作曲・編曲：キャサリン、歌：デートコース
- 挿入歌『Fly me to the over the rainbow.』
  - 作詞：the Aina、作曲・編曲:the Aina&the carter、歌：the Aina

## 音楽CD
『Princess Party ボーカルアルバム』（プリンセスパーティー ヴォーカルアルバム）は、パソコンゲーム『Princess Party 〜プリンセスパーティー〜』のボーカルアルバム。

### 収録曲
1. Princess Party〜青春禁止令〜
歌：あゆ＋みる＋るぅ＋ゆかいななかまたち
作詞・作曲・編曲：ぼいど（イオシス）
2. 青×春☆
歌：Duca
作詞：Duca、作曲：Aki-zo（CAS (音楽制作)|CAS）、編曲：東タカゴー
3. 天空駆ける剣
歌：華憐（電気式華憐音楽集団）
作詞：華憐（電気式華憐音楽集団）、作曲・編曲：電気（電気式華憐音楽集団）
4. キラキラッ☆-twinkle star light-
歌：デートコース
作詞：柚原みなみ、作曲・編曲：キャサリン
5. Fly me to the over the rainbow.
歌：the Aina
作詞：the Aina、作曲・編曲：the Aina&the Carter
6. Fly High! Fly Way!
歌：Cy-Rim rev.
作詞・作曲：Cy-Rim rev.、編曲：Aki-zo（CAS）
7. 青春禁止令 Crush Dummy Remix
8. 青春禁止令 Cy-Core Remix.

## 関連書籍
- Princess Party 〜プリンセスパーティー〜 ビジュアルファンブック
  - 2009年9月11日発売。
- Princess Party 〜プリンセスパーティー〜 パラダイムノベルズ
  - 2009年9月30日発売。

## Princess Party Camellia 〜プリンセスパーティーカメリア〜
『Princess Party Camellia 〜プリンセスパーティーカメリア〜』は、2009年9月18日にCIRCUSより発売されたアダルトゲームソフト。

### 概要
Princess Party 〜プリンセスパーティー〜のファンディスクで、Princess Party 〜プリンセスパーティー〜のヒロインの後日談に加えて霜山椿が攻略可能ヒロインに昇格した。

### スタッフ
- プロデューサー：ジャッキー天野
- ディレクター：Kuri++
- サブディレクター：遠藤汐
- 原画：鷹乃ゆき、立羽
- シナリオ：玖保田桂吾、まり、保桜
- 制作進行：J-1

### 主題歌
- 主題歌『カメリア! 〜Dangerous Camellia Vacation〜』
  - 作詞：夕野ヨシミ（イオシス）、作曲：ぼいど（イオシス）、歌：あゆ+みる+るぅ+ゆかいななかまたち

### 音楽CD
「カメリア! 〜Dangerous Camellia Vacation〜」（カメリア! デンジャラスカメリアバケーション）は、2009年10月28日にPetaBits Recordsから発売されたシングル。

#### 概要
パソコンゲーム『Princess Party Camellia 〜プリンセスパーティーカメリア〜』のオープニングテーマ、2009年3月27日に発売されたパソコンゲーム『Princess Party 〜プリンセスパーティー〜』のオープニングテーマ、同曲のリミックスバージョンが収録されている。

#### 収録曲
1. カメリア! 〜Dangerous Camellia Vacation〜
作詞：夕野ヨシミ（イオシス）、作曲・編曲:ぼいど（イオシス）
2. Princess Party〜青春禁止令〜
作詞:夕野ヨシミ（イオシス）+ゆかいななかまたち、作曲・編曲:ぼいど（イオシス）
3. カメリア! BACK TO 98 REMIX
Remixed by:quad（luvtrax）
  - 「カメリア! 〜Dangerous Camellia Vacation〜」のリミックスバージョン
4. 青春禁止令　2A03 Chip Core Beat
Remixed by:hally（VORC）
  - 「Princess Party〜青春禁止令〜」のリミックスバージョン